# Sean McKenna (cyclisme)
Pour les articles homonymes, voir McKenna.
Sean McKenna, né le 8 mars 1994 à Dublin, est un coureur cycliste irlandais.

## Biographie
Sean McKenna commence le cyclisme à l'âge de seize ans, après avoir pratiqué le football. Il est issu d'une famille de cyclistes. Son père a lui même pratiqué ce sport en compétition, tout comme son oncle Ciáran McKenna, élu président de la Fédération irlandaise de cyclisme en 2015. En parallèle de sa carrière sportive, il a obtenu un diplôme de chercheur en sciences de l'alimentation à l'University College Dublin. 
En 2017, il rejoint l'équipe continentale irlandaise An Post-ChainReaction, après y avoir été stagiaire.

## Palmarès
- 2014
  - Noel Teggart Memorial
- 2015
  - Lacey Cup
  - Classement général de la Rás Mumhan
  - 3e de la Shay Elliott Memorial Race
- 2016
  - Des Hanlon Memorial
- 2018
  - Des Hanlon Memorial
  - 6e étape de la Rás Tailteann
  - 3e de la Rás Mumhan

## Classements mondiaux
| Année           | 2017   | 2018   |
| --------------- | ------ | ------ |
| UCI Europe Tour | 1 000e | 1 577e |